# Волкова, Ольга Владимировна (фристайлистка)
О́льга Влади́мировна Во́лкова (укр. Ольга Володимирівна Волкова) — украинская фристайлистка, специализирующаяся в лыжной акробатике, призёр чемпионата мира 2011.

## Спортивная карьера
Заниматься фристайлом начала в родном Николаеве у Вячеслава Германсона. Впервые на международных соревнованиях выступила в 2004 году, а спустя год, в феврале 2005 года на этапе Кубка мира в китайском Шэньяне набрала свои первые очки, став девятой по итогам этапа.
Год спустя Ольга приняла участие в Зимних Олимпийских играх в Турине, но не смогла пройти квалификацию, став тринадцатой. Ещё через год на Чемпионате мира, который проходил также в Италии она смогла пройти квалификацию, но заняла только одиннадцатое место.
Через два года, на чемпионате мира в Японии Ольга снова пробилась в финал и стала восьмой. На Олимпиаде в Ванкувере она снова не смогла пройти квалификацию, заняв только 14-е место.
Наиболее удачным для Ольги стал сезон 2010/2011 — она выиграла ряд стартов на кубке Европы (в Буковеле и Руке), а в конце января 2011 года впервые попала в тройку лучших на этапе Кубка мира в Калгари. На Чемпионате мира в Дир Вэлли она достаточно неожиданно завоевала первую в истории Украины медаль, завоевав бронзовую медаль, несмотря на то, что после первой попытки занимала лишь пятое место. Спустя неделю после чемпионата мира, на этапе в Москве, Ольга заняла второе место, покорив наивысшую для себя позицию. Сезона она закончила на третьем месте в зачете акробатики, став лучшей из представительниц Европы.
Благодаря удачным выступлениям на Чемпионате мира Национальный Олимпийский комитет Украины назвал Ольгу Волкову лучшей спортсменкой февраля.